# Florian Denk
Florian Denk (* 7. August 1884 in Berg; † 15. Februar 1962) war ein österreichischer Landwirt und Politiker (ÖVP). 

## Leben
Denk besuchte die Volksschule und war als Landwirt in Berg bei Hainburg an der Donau tätig.

## Politik
Denk war von 1924 bis 1938 und von 1945 bis 1950 Bürgermeister in Berg. Weiters hatte er verschiedene Funktionen in landwirtschaftlichen Genossenschaften inne. Zwischen dem 12. Dezember 1945 und dem 5. November 1949 vertrat Denk die ÖVP im Landtag von Niederösterreich. 